# David Swift
David Swift (Minneapolis, Minnesota, 27 de julho de 1919 — Santa Monica, Califórnia, USA, 31 de dezembro de 2001) foi um cineasta, produtor de cinema e roteirista norte-americano.
Foi casado com Maggie McNamara.
Sua viúva é Micheline Swift com quem se casou em 1957 e teve duas filhas.